# Morton Brown
Pour les articles homonymes, voir Brown.
Morton Brown, né le 12 août 1931 à New York et mort le 3 août 2024 à Bellevue, est un mathématicien américain spécialisé dans la topologie géométrique. 

## Biographie
En 1958, Brown obtient son doctorat de l'Université du Wisconsin à Madison sous la direction de R. H. Bing. De 1960 à 1962, il est à l'Institute for Advanced Study. Il est ensuite devenu professeur à l'Université du Michigan à Ann Arbor. 
Avec Barry Mazur en 1965, il remporte le prix Oswald-Veblen pour leurs preuves indépendantes et presque simultanées de l'hypothèse généralisée de Schoenflies (en) en topologie géométrique. La courte preuve de Brown était élémentaire et totalement générale. La preuve de Mazur était également élémentaire, mais elle utilisait une hypothèse spéciale qui avait été supprimée par le biais de travaux ultérieurs de Morse. 
En 2012, il devient membre de l'American Mathematical Society.